# Modern Creation München

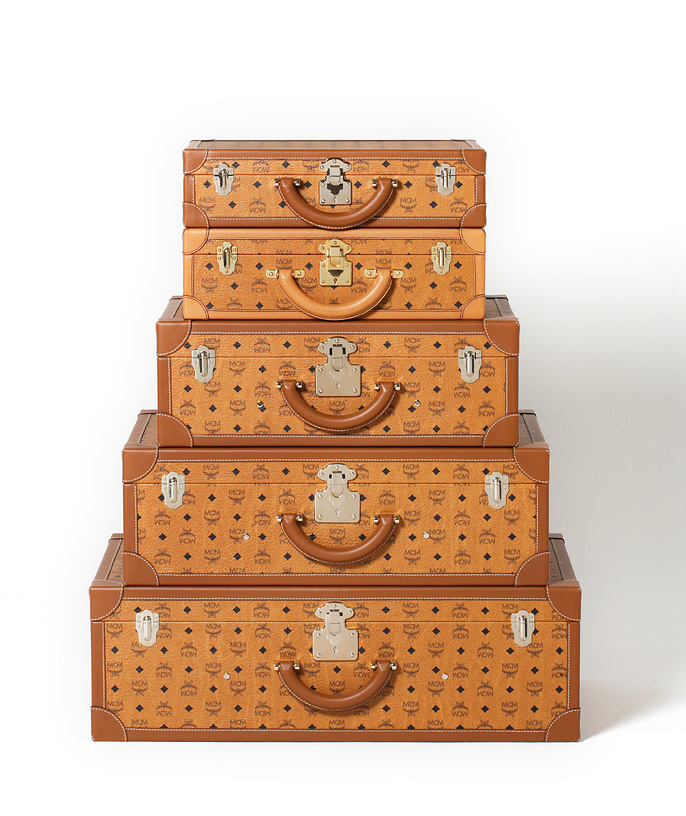
Klassische Visetos-Kofferkollektion von MCM

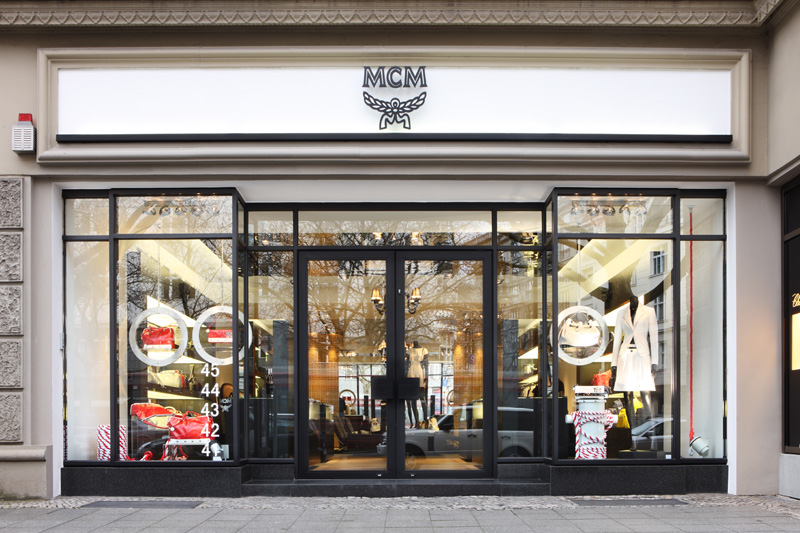
MCM-Geschäft in Berlin, 2008

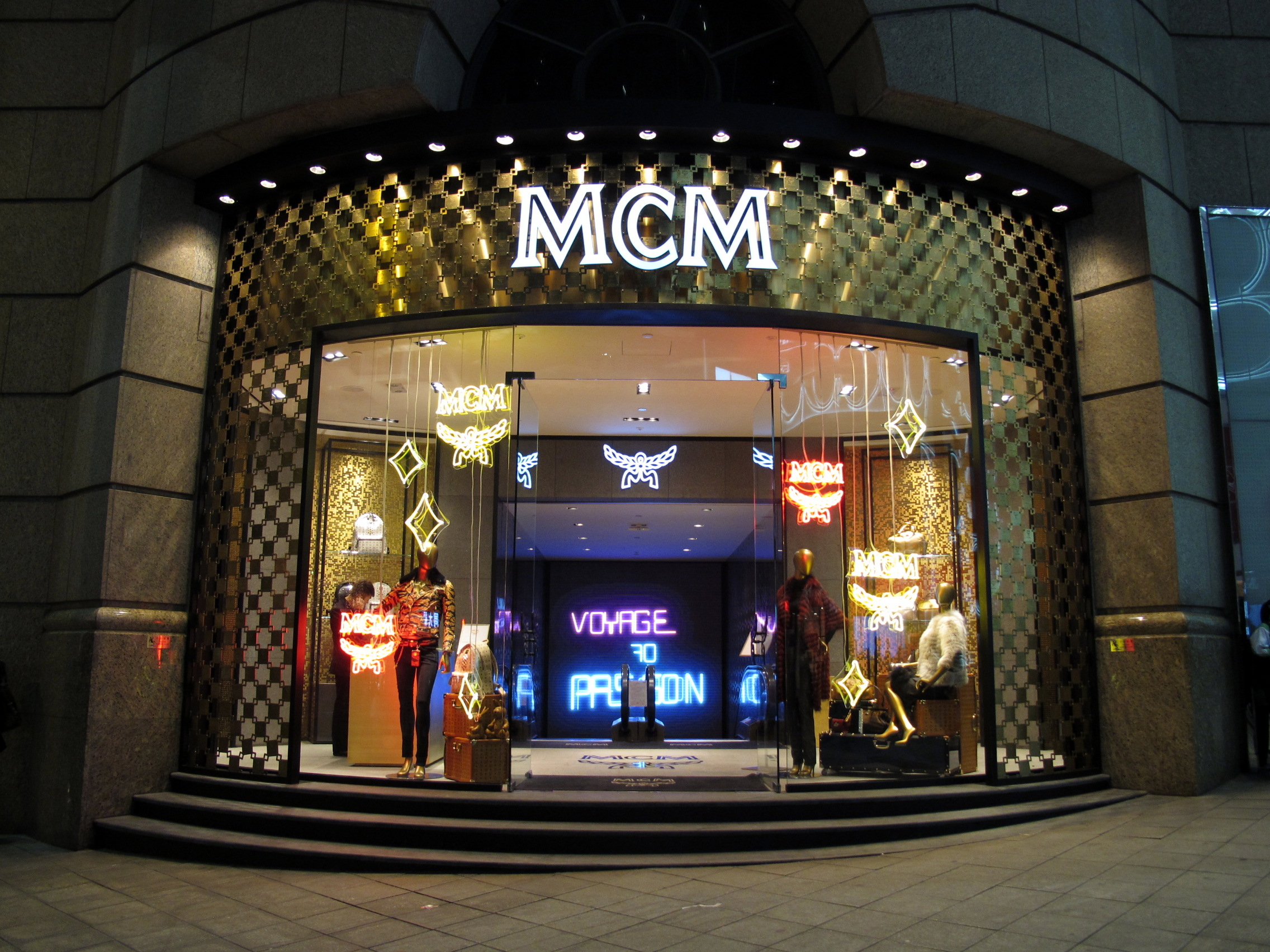
MCM-Geschäft in Hongkong, 2011

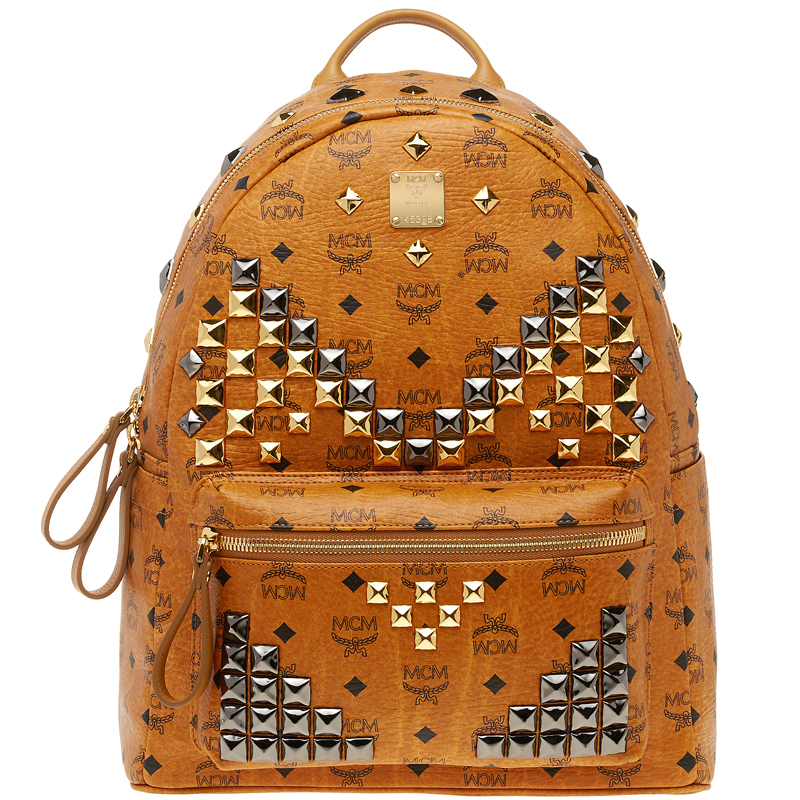
MCM-Rucksack, 2013

Die MCM Products AG mit Sitz in Zürich ist die Eigentümerin der international bekannten Luxusmarke MCM (Michael Cromer München), die ursprünglich 1977 von Michael Cromer in München ins Leben gerufen wurde, und unter deren Namen bis heute weltweit hochpreisige Handtaschen, Kleinlederwaren, Accessoires, Reisegepäck und Koffer sowie Parfüm vertrieben werden.

## Geschichte des Unternehmens
1972 eröffnete Cromer mit seiner Ehefrau Mara einen Friseursalon namens Modern Coiffeur München in der Kurfürstenstraße in Schwabing. Cromer, ein Gelegenheitsschauspieler, hatte gute Kontakte in die Filmwelt und so wurde der Salon bald von zahlreichen Prominenten frequentiert. Im Jahr 1975 kreierten die Eheleute Cromer für die Salonkundschaft eine Serie von weißen Kosmetiktäschchen mit dem MCM-Logo. Im gleichen Jahr war Cromer bei Dreharbeiten in Italien in einem römischen Luxushotel aufgefallen, dass Gäste mit edlem Louis Vuitton Reisegepäck vom Personal bevorzugt behandelt wurden. 1975 ließ er daher in Zusammenarbeit mit einem oberbayerischen Kofferhersteller einen Kofferprototyp in schwarz aus plastifiziertem Leinen mit weißen MCM-Emblemen fertigen. Das Endprodukt entsprach allerdings nicht Cromers Erwartungen, und so wurde das Design hin zu einer cognacfarbenen Koffer-, Taschen- und Accessoires-Kollektion aus genarbtem, cognacfarbenem Schweinslederimitat (ebenso beschichtetes Leinen), das er Visetos nannte, mit dunkelbraunem MCM-Logo modifiziert. Die Kanten der Gepäckstücke ließ Cromer mit Leder versetzen und glänzende Messing-Schlösser und -Ecken anbringen. Die Produkte stellte er zunächst im Friseursalon seiner Frau zum Verkauf aus.
Mit Sammy Davis Jr. als prominentem Kunden, der sich bei einem München-Besuch im September 1976 mit MCM-Produkten eindeckte, begann der Einzug der Marke in das internationale Jetset. Cromer zeigte seine Kollektion ab 1977 bei der Fachmesse Igedo in Düsseldorf und weitete das Sortiment aus. Mit der ‚Sommerserie‘ kamen weiße Gepäckstücke mit blauem Logo und mit ‚Relief Noir‘ schwarze Artikel mit fast gleichfarbigem Logo hinzu. Um das Gepäckgeschäft vom Friseursalon zu trennen und gleichzeitig das Friseursalon-Image abzulegen, gründete Cromer am 22. Juli 1977 die Moderne Creation München Reisegepäck GmbH. Zu Glanzzeiten der Münchner Schickeria, in der Cromer gut vernetzt war, fuhr das junge Unternehmen spätestens ab Anfang der 1980er Jahre stetige Umsatzzuwächse ein. Es folgten zahlreiche Eröffnungen von MCM-Ladengeschäften. 1984 lancierte MCM das erste Parfüm des Hauses, MCM Rouge, für Damen. Das erste Herrenparfüm, MCM Success, folgte 1986. Bis zum Jahr 2000 erschienen noch einige weitere MCM-Düfte. Anfang der 1990er Jahre setzte MCM in 250 Filialen weltweit umgerechnet über 200 Millionen Euro um. Besonders erfolgreich war MCM in Asien.
Nach der Asienkrise im Jahr 1997 erzielte das Unternehmen nur noch 25 Millionen Euro Umsatz und verbuchte Verluste in Höhe von 18 Millionen Euro. Asiatische Produzenten verkauften derweil die Produkte jahrelang auf eigene Rechnung auf dem Schwarzmarkt, was Firmenchef Cromer verborgen blieb.
Im April 1998 ging bei der Steuerfahndung eine neunseitige handgeschriebene anonyme Anzeige ein, nach der Cromer dem Fiskus angeblich 40 Millionen Euro vorenthalten habe. Kurz darauf floh er in die Schweiz. Vier Monate später erhielt das Finanzamt einen zweiten anonymen Brief, wonach Cromer sogar 55 Millionen Euro an Steuern hinterzogen haben sollte. Der unbekannte Informant erstattete die zweite Anzeige, als MCM gerade mit Banken in Verhandlung über die Verlängerung einer Kreditlinie stand. Die Banken kündigten die Kredite, MCM konnte seine Rechnungen nicht mehr bezahlen. Besonders die deutsche Kundschaft wandte sich von MCM ab. Im Jahr 2000 wurde Cromer schließlich wegen Steuerhinterziehung in Höhe von rund 420.000 € zu Bewährung verurteilt.
Ein von den Banken eingesetzter Sanierer zerlegte die Firma MCM. Die Markenrechte sicherte sich eine Holding mit Sitz im schweizerischen Kanton Zug. Cromer verklagte die neuen Eigentümer und wendete dafür den gesamten Rest seines Privatvermögens auf. Den Verlust seines Lebenswerks konnte er jedoch nicht mehr verhindern. Cromer starb 2007 verarmt in der Nähe von München.
Die Firma wurde mehrmals verkauft, zuletzt im Jahr 2005 an die Koreanerin Sung-Joo Kim, eine einstige Asien-Lizenznehmerin von MCM. Kim verlegte den Firmensitz von München nach Zürich. 2006 eröffnete sie einen MCM-Flagshipstore in Berlin und machte – hauptsächlich in Asien, wo das Renommé der Marke nicht gelitten hatte – mit Koffern und Taschen ca. 100 Millionen Euro Umsatz. Im Jahr 2016 betrug der Umsatz der 131 Boutiquen 560 Millionen Euro. Die klassischen, cognacfarbenen Visetos-Gepäckserien aus PVC mit MCM-Logo sind nach wie vor Teil des Sortiments.
Seit 2005 arbeitet der deutsche Designer Michael Michalsky für das Unternehmen, bis 2013 als Kreativdirektor, bis heute in beratender Funktion als Consulting Creative Director. Auf Michalsky folgte 2013 als Kreativdirektor der Schweizer Adrian Josef Margelist, der bereits von 2008 bis 2010 für MCM gearbeitet hatte. Margelist wechselte Anfang 2016 zu der Taschenmarke Liebeskind Berlin.
Seit Anfang der 2010er Jahre kooperierte MCM mit zahlreichen Prominenten, die als Gastdesigner unter anderem MCM-Gepäckstücke entwarfen, darunter der australische Künstler Craig Redman, das japanische Hip-Hop-Label Phenomenon, das Grafiker-Duo Craig (Redman) & Karl (Maier),  der Sänger will.i.am und seine Marke Ekocycle, Beats Electronics, der britische Modedesigner Christopher Ræburn (MCM-Bekleidung), der Berliner Galerist Johann König (Galerist), der Bildhauer Tobias Rehberger und der Comic-Künstler Eddie Kang.
Die Marke MCM wurde 2016 in über 400 Ladengeschäften, darunter über 130 eigene Läden, in 35 Ländern weltweit angeboten. 2007 wurde der Wiedereintritt auf den amerikanischen Markt vollzogen; Ende 2014 wurde ein Flagshipstore in SoHo (Manhattan) eingeweiht. 2016 wurde ein Onlineshop für Deutschland, Österreich, Frankreich, Großbritannien und die Schweiz eröffnet, nachdem es einen solchen bereits zuvor für Südkorea und die USA gegeben hatte. Anfang 2017 brachte das Unternehmen die drei Unisex-Parfüms Orris, White Tea und Incense auf den Markt.